# Horní Libchava (zámek)
Horní Libchava je renesanční zámek ve stejnojmenné obci v okrese Česká Lípa v Libereckém kraji. Byl postaven v letech 1574–1593 Jindřichem z Vartenberka. V roce 1623 připadl pobělohorský konfiskát panství Horní Libchava Řádu Maltézských rytířů, který jej spravoval po více než tři staletí.  
Od roku 2011 je zámek v soukromém vlastnictví. Majitel Oldřich Kilián jej postupně zpřístupnil veřejnosti. Zámek je chráněn jako kulturní památka České republiky.

## Historie
Zámek na pravém břehu potoka Šporka a v sousedství již Klinštejny opuštěného hradu na Vinném vrchu (Weinberg, též Kirschberg) nechal v roce 1574 zbudovat Jindřich z Vartenberka, snad na místě bývalé tvrze. Stavitele zámku připomínal v prvním patře do stěny zazděný kámen s letopočtem 1593 a kresbou připomínající erb.
Po bitvě na Bílé hoře koupil hornolibchavské panství hrabě Vratislav z Mitrovic. Panství tvořily obce Volfartice, Slunečná, Dolní Libchava, Horní Libchava a Skalice u České Lípy. Maltézský řád panství držel až do roku 1926. Sloužil hlavně jako úložiště řádového archivu a rezidence velkopřevorů maltézského řádu. V té době se na zámku nacházela velká obrazárna. V létě byl zámecký park spolu s Dubovým (Eichberg) a Viničním vrchem s rozhlednou oblíbeným výletním cílem mnoha lidí z Lípy. Při honitbách na panství Horní Libchava byly stříleny bílé koroptve. Lovecké trofeje se nacházely v prvním patře v prostorném vestibulu, kde bylo možno spatřit i racka velkého, uloveného u Stružnice. Na doméně panství se do pastí odchytávalo ročně kolem 40 až 50 tchořů. Hojně se lovily také vydry. Korunnímu princi Rudolfovi se při lovu na Ploučnici a jejích přítocích podařilo za pomoci dobře vycvičených psů vydrařů (Otterhound) ulovit velké množství. V okolí zámku byl k vidění i podivně vzrostlý modřín a jalovec s obvodem kmene 63 cm (pravděpodobně 70 až 80 let starý).
Během pozemkové reformy získal zbytkový statek Horní Libchavu o výměře 800 ha senátor Josef Vraný, který obhospodařoval i část velkostatku Nový Zámek hrabat Kouniců-Andrassyů. Josef Vraný stál u vzniku malorolnické strany a bojoval o prosazení pozemkové reformy se zdůvodněním, že se má půda velkostatkářů dostat zemědělcům, kteří na ní vskutku pracují. Sám později obcházel zákon, aby mohl být držitelem stejných latifundií jako kdysi šlechta. Vytvořil proto dvě obchodní společnosti – Výspu, zemědělskou a lesní společnost s ručením omezeným v Zahrádkách (r. 1924) a Severočeské stromovky se sídlem v Horní Libchavě (r. 1930). V obou společnostech byl jednatelem, členství dalších společníků bylo formální. Vraný využíval i hospodářských potíží svých sousedů a různými machinacemi vytvářel velké celky, též se angažoval i pro další kupce. V letech 1930–1931 provedl majitel Josef Vraný na zámeckém objektu necitlivé stavební úpravy.

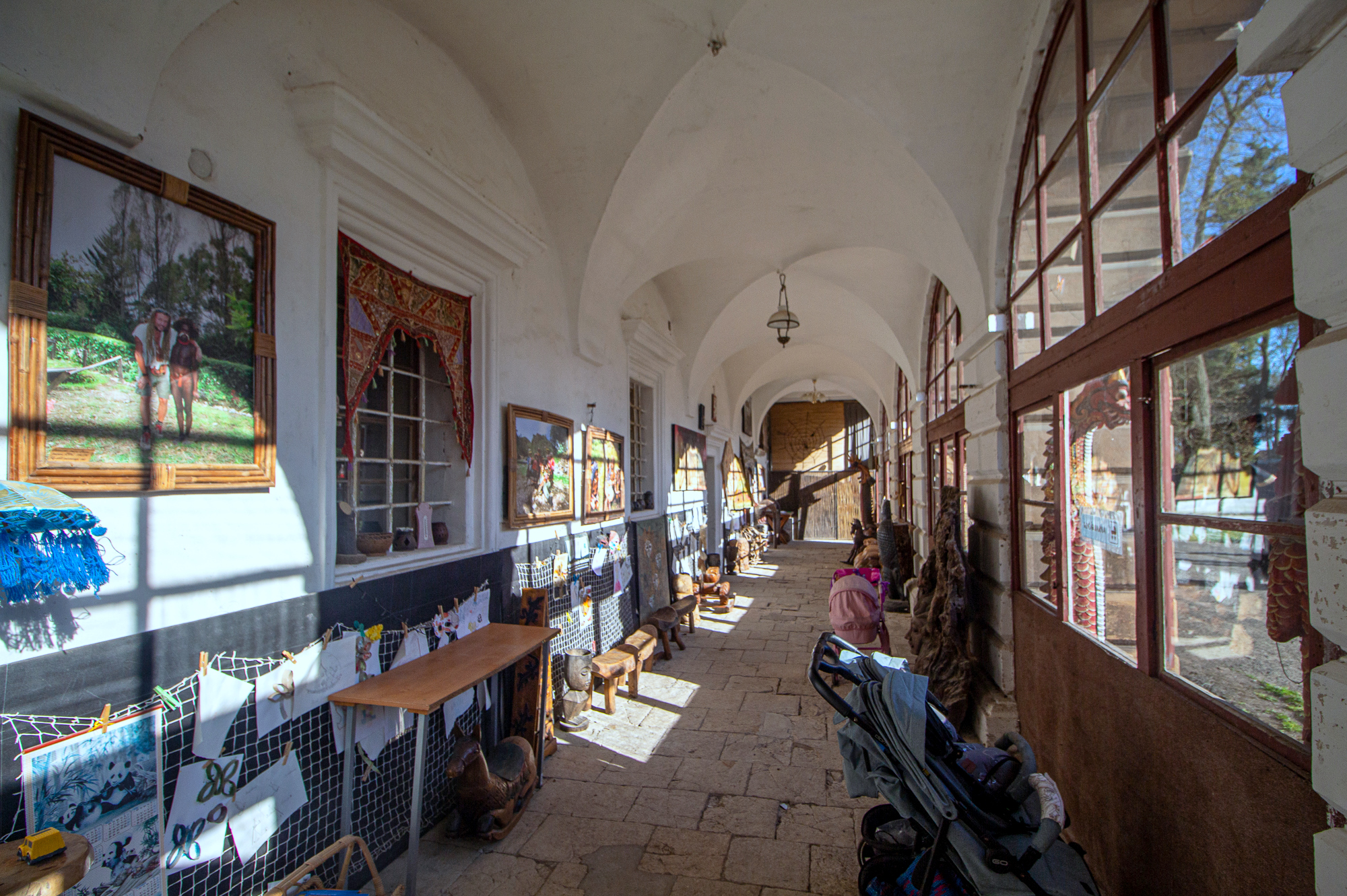
Interiér v přízemní části zámku

V majetku Josefa Vraného se nacházel zámek (čp. 1), hostinec (čp. 2), dále hospodářské budovy čp. 4 (po válce vepřín). „Severočeským stromovkám” patřily hospodářské budovy čp. 189, 190 a 191. Mlýn čp. 3 měla v majetku rodina Böhmova (Anna, Josef, Rudolf a Franz). Po smrti senátora Josefa Vraného zdědil hornolibchavský majetek jeho syn JUDr. Josef Vraný s manželkou Helenou. Syn Josef kandidoval v roce 1935 za agrární stranu v pátém volebním kraji Česká Lípa (JUDr. Josef Vraný, advokátní koncipient, bytem Horní Libchava). JUDr. Josef Vraný byl v roce 1938 předsedou Ústředního nákupního a prodejního družstva obchodních mlýnů pro Čechy a Moravu.
Počátkem roku 1939 převzala areál zbytkového statku po J. Vraném na základě nařízení Konrada Henleina z 18. listopadu 1938 o svěřenecké správě zemědělské a lesní půdy (Treuhandverwaltung) saská osidlovací společnost z Drážďan (Sächsische Bauernsiedlung GmbH Dresden / Saské selské kolonie s.r.o. Drážďany), která zde zřídila zemědělskou kolonii (Bauernsiedlung) pro Říšskou pracovní službu (Reichsarbeitsdienst, RAD).
Lesní správa saské osídlovací společnosti v Horní Libchavě (Sächsische Bauernsiedlung Forstverwaltung in Oberliebich) disponovala v roce 1942 celkovou rozlohou 562,62 ha, z toho 542,61 ha zalesněné půdy a 26,58 ha nezalesněné půdy. Hospodářským správcem (Wirtschaftsführer) byl jmenován revírník Erwin Axmann (Revierförster) ze Zahrádek. V roce 1943 byl do zámku, označovaném jako „Hospodářství SS Malta”, převezen z Berlína tajný archiv Hlavního říšského bezpečnostního úřadu (Reichssicherheitshauptamt, RSHA). Zámek pravděpodobně sloužil jako skladiště či překladiště archívů a uměleckých památek.
Krátce po ukončení války dorazila do Horní Libchavy sovětská kontrašpionážní organizace Směrš (SMERSH), která prohledávala severočeské zámky, a zabavila zde nalezený archivní fond francouzské bezpečnostní služby a vojenské rozvědky. Na odvoz materiálů dohlížel osobně Lavrentij Pavlovič Berija. Tajný archiv se dostal do Moskvy v červenci 1945, kde se nachází stále a tvoří základ Zvláštního archivu RGVA (dříve TsGOA). Archiv obsahuje také dokumentaci pařížského ministerstva vnitra k osobám, které v roce 1933 utekly před nacistickým režimem do Francie.

### Československé státní statky
Velkostatek Severočeské stromovky připadl po druhé světové válce jako německý konfiskát Ministerstvu zemědělství a na velkostatek v Horní Libchavě byl dosazen jako správce původní majitel JUDr. Josef Vraný. V roce 1947 a 1948 se konaly v zámeckém parku okresní myslivecké závody. V roce 1948 se jich účastnila i mládež od 16 let.
Okresní myslivecký spolek v České Lípě a okresní myslivecký spolek v Boru u České Lípy, odbočka Svazu brannosti v České Lípě a odbočka Svazu brannosti v Boru u České Lípy, pořádají pod záštitou okres. národního výboru v České Lípě, posádkového velitelství v České Lípě a MNV v České Lípě a v Boru u České Lípy veřejné závody ve střelbě na asfaltové holuby a závody malorážkou a vzduchovkou 17. a 18. května v zámeckém parku v Horní Libchavě u České Lípy.
Stráž severu: deník Národní fronty v českém pohraničí, 18.05.1947

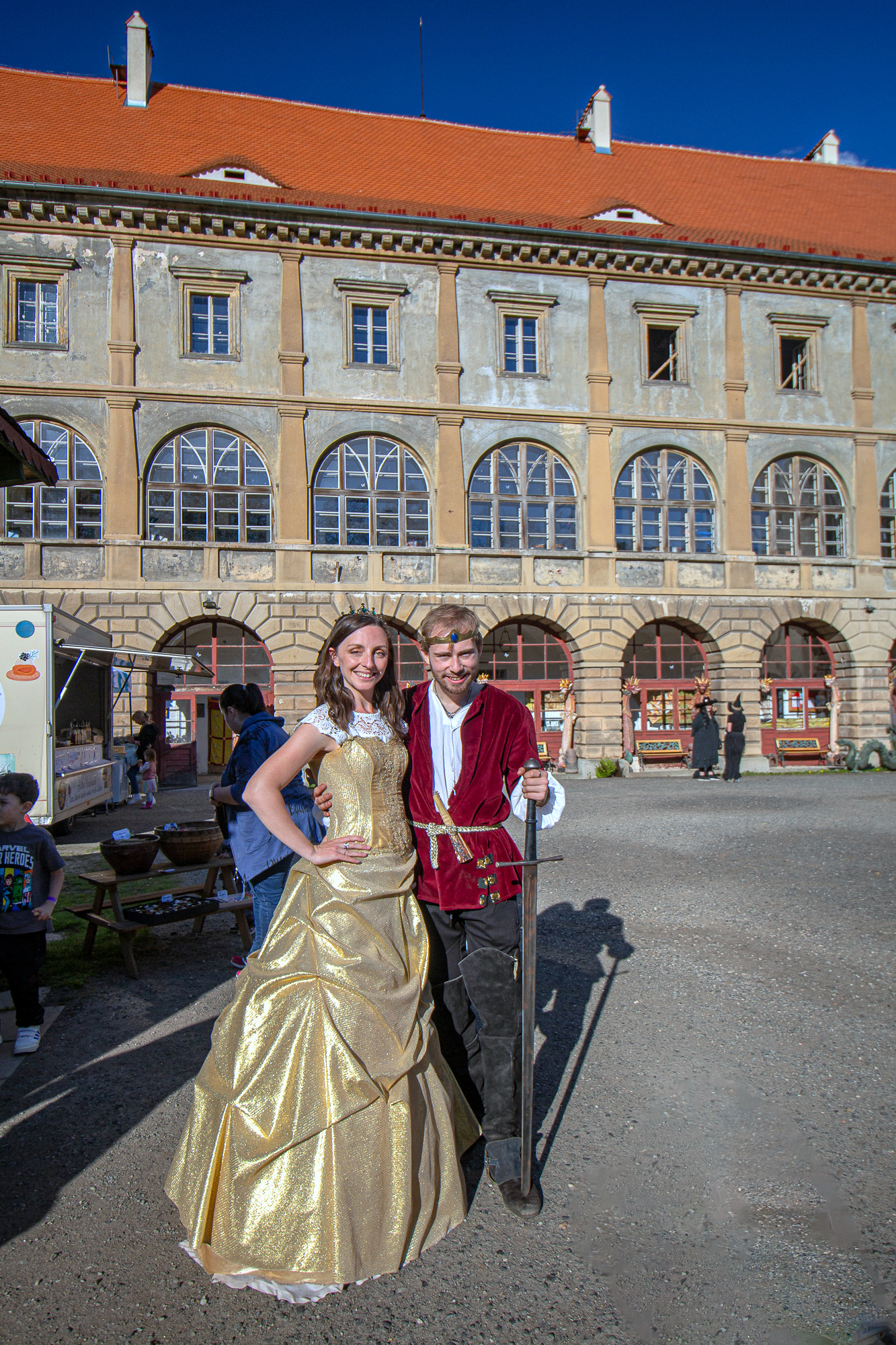
Slavnost na zámku

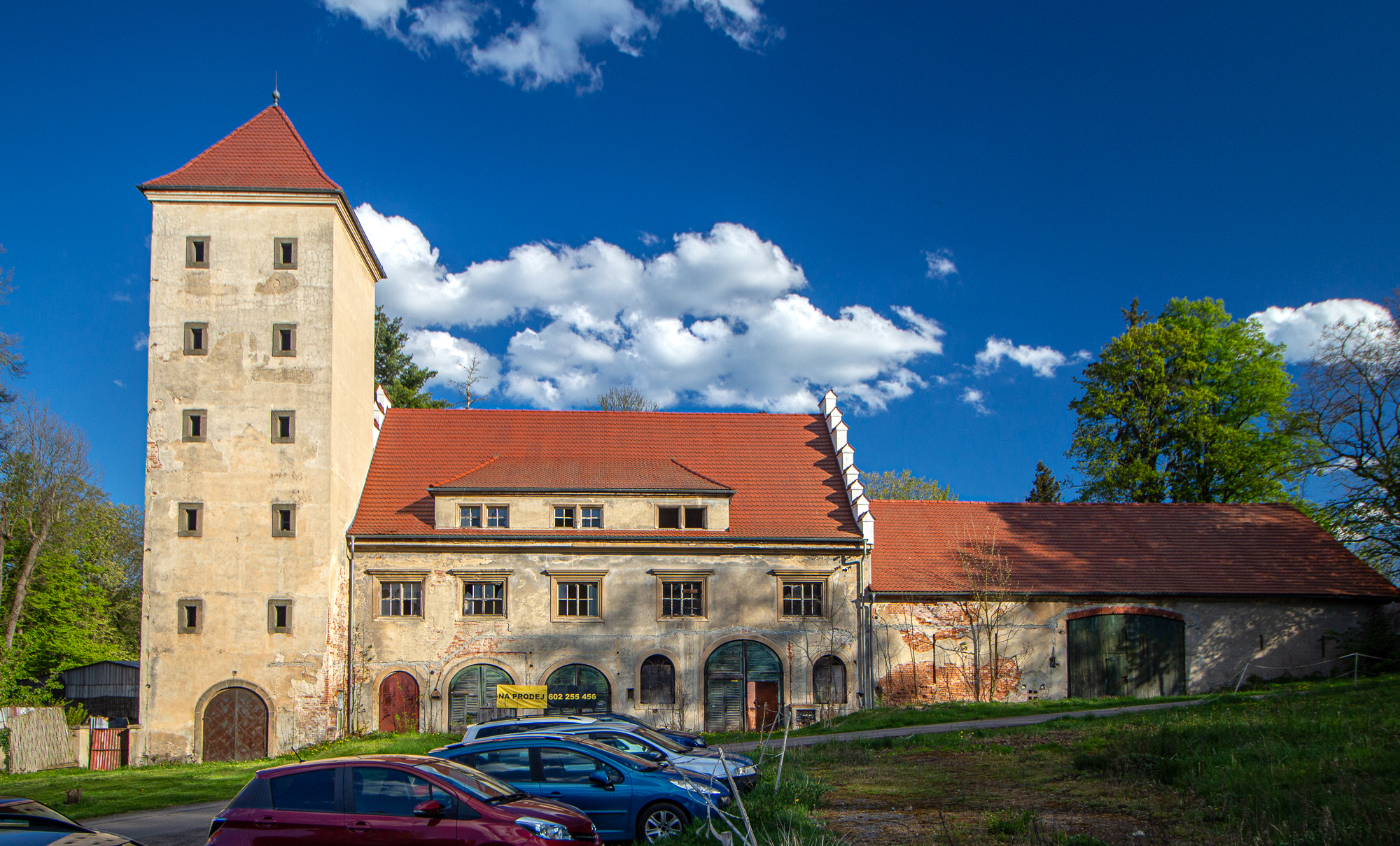
Hospodářská část zámku, stav 2024

Po únoru 1948 připadl velkostatek definitivně státu a dnem 1. října 1948 byl zařazen pod centrální statek v Zákupech, ke kterému náleželo v té době sedm pobočných dvorů na českolipském okrese (Horní Libchava, Stvolínky, Noviny, Holany, Zahrádky, Osečná, školní statek rolnické školy Česká Lípa). V témže měsíci přibylo na statek 149 nových selat, která byla nouzově ustájena v kamenných chlívech. Krmné obilí se šrotovalo na mlýně.
Dvůr v Horní Libchavě, který byl ke státnímu statku přičleněn 1. října letošního roku, čeká v pětiletce mnoho úkolů: Bude zde výkrmna prasat (prvních 149 selat o průměrné váze 20 kg je již v kotcích), dokrmna brakového skotu pro dodávku, v zahradnictví, které má 860 oken, kromě reservovaných polí pro zeleninu, bude produkce semen, v zámeckém parku hlemýždí farma. Zámek sám bude sloužit jako bydliště pražským pensistům, aby hlavnímu městu bylo ulehčeno v dočasné bytové krisi. Polní hospodářství v rozloze kolem 100 ha bude výhradně sloužit jako krmná základna k výkrmu vepřů a dokrmu brakového skotu. Po adaptaci bývalého ovčína bude mít dvůr možnost vykrmovat 1.000 prasat. Také není vyloučeno, že po úpravě sádek budou zde přezimovány ryby.
Stráž severu, 09.12.1948
V roce 1949 obhospodařovaly Československé státní statky, hospodářství v Horní Libchavě kolem 420 ha půdy. Správcem hospodářství byl jmenován s. Hlaváč a šafářem Jan Dvořák. Z důvodu nedostatku pracovních sil a splnění pětiletého plánu na rok 1949 vypomáhaly na statku místní organizace KSČ a ČSM. Brigády organizoval též městský sekretariát KSČ v České Lípě. Později nastoupila brigády na státních statcích (obzvláště při sklizni obilí) též armáda.
Soudruzi na velkostatku svolávají měsíčně schůze, které vždy konají po pracovní době, na kterých jsou všichni zaměstnanci uvědomováni o úkolech, týkajících se hospodářství. Ve schůzi je vedena diskuse o provedených úkolech za minulý měsíc a zároveň o nastávajících úkolech v měsíci příštím. Soudr. Jeřala, který je důvěrníkem na statku, je krmičem prasat ve velkovýkrmně, která již dnes má 230 prasat a k IX. sjezdu strany si vzal za úkol dodat 10 kusů. Podle sdělení správce statku soudruha Hlaváče dodal 17 prasat navíc.
Stráž severu: deník Národní fronty v českém pohraničí, 08.06.1949
V neděli 26. června 1949 založili zaměstnanci státního statku v Horní Libchavě závodní organizaci KSČ. Předsedou ZO KSČ byl zvolen krmič prasat Josef Jurda, místopředsedou Josef Kubeš, jednatelem traktorista Antonín Kubeš, pokladníkem Božena Vernerová, kulturně propagačním referentem zahradník Rudolf Kubala. V témže roce byla založena též závodní organizace ROH a ČSM. Dne 18. září 1949 převzal nad státním statkem patronát závod Klementa-Gottwalda v České Lípě (později Vagónka Tatra Česká Lípa, n. p.), který zajišťoval opravu zemědělských strojů. Rybník v Horní Libchavě si v roce 1950 pronajali českolipští rybáři. V létě 1950 byla na státním statku zřízena závodní kuchyně a dětský útulek (ošetřovatelka p. Růžičková).
ANI ŠEDESÁT LET NENÍ překážkou. Soudruh Josef Vraný je vedoucím kovosektoru ve Volfarticích. Třebaže již překročil šedesátku, pracuje s ostatními spoludělníky ve výrobě. Svůj poměr k socialistickému budování vyjádřil závazkem, že po své normální pracovní době opraví vyřazenou vrtačku. Chybějící součástky sám zhotoví nebo dosadí. Zavázal se, že ji do 25. září 1950 předá opravenou provozu. Na opravě odpracuje 108 brigádnických hodin.
Stráž severu: deník Národní fronty v českém pohraničí, 12.09.1950
Po neúspěšném plánu s přesunem penzijního obyvatelstva z Prahy do zámku byl v roce 1954 v Horní Libchavě zřízen školní statek zemědělské učňovské školy (ZÚŠ) v České Lípě a v roce 1959 zahájila v budově zámku výuku dvouletá učňovská zemědělská škola s internátem. Při škole byla zřízena také zemědělská mistrovská škola.
Učňovská škola v Horní Libchavě, ve které budou prožívat dvouletou učební dobu chlapci a děvčata, kteří vstoupili do učebního poměru u státního statku v České Lípě v oboru pěstitelsko-chovatelském. Po učebním poměru mohou studovat dále na některé zemědělské technické škole nebo na zemědělské mistrovské škole v České Lípě nebo pracovat na různých pracovištích u státního statku. Kromě dobrého ubytování a stravování obdrží všichni pracovní šaty a boty a kapesné podle směrnic MZLH ze dne 18. 8. 1958. Chlapci a děvčata, kteří máte zájem získat dobré zkušenosti pro práci na poli a v živočišné výrobě, částečně v práci kolářské a sedlářské i při úpravě jídel, přihlaste se ještě do učebního poměru pěstitel-chovatel u státního statku v České Lípě.
Budovatel českolipské vesnice, 10.6.1959
Rokem 1964 přešel zámecký areál do vlastnictví Československé lidové armády, kde zůstal až do roku 2003. Zemědělskou půdu obhospodařovalo od roku 1963 hospodářství Horní Libchava Státního statku Stružnice a od roku 1978 hospodářství Horní Libchava Státního statku Cvikov. Oplocený zámecký areál ve vlastnictví Československé lidové armády spravovavala posádka v Bělé pod Bezdězem, která zde měla na starosti za pomoci několika záložáků sklad civilní obrany.
V sobotu odpoledne 24. června 1971 uspořádal štáb OV LM na střelnici v Horní Libchavě ve spolupráci se závodní organizaci SČSP při OV KSČ dražební odpoledne, spojené se střeleckou soutěží družstev ze samopalu a pistole. Mezi účastníky soutěže byli také zástupci střední skupiny vojsk Milovice, se kterými ŠOVLM uzavřel družbu, dále se zúčastnili zástupci SNB - OVB Č. Lípa a družstvo SČSP. Vítězové obdrželi čestně diplomy a ceny. Při besedě se dohodla další spolupráce po navázáni družby, a to jak v bojové, tak i politické přípravě.
Českolipský nástup, 29.6.1972, 22(26), s. [2].
V březnu 1985 proběhlo u Leteckého stavebního úřadu v Praze povolovací řízení pro stavbu letiště se zpevněnou plochou v Horní Libchavě, při Státním statku Cvikov. Dokončení stavby za 3,5 mil. Kčs limitovalo sedmnáct měsíců. S ohledem na místní nadmořskou výšku byla navržena rozjezdová dráha o délce 520 metrů. Letiště bylo doplněno i zpevněnou manipulační plochou. Stavba letiště měla splňovat předpoklady zpracované v koncepci rozvojové letecké chemické činnosti pro Severočeský kraj.

### Zámecký areál po roce 1989
Po zrušení Československé lidové armády byl zámecký areál nabídnut k prodeji, kdy jej také získala obec Horní Libchava, v jejímž katastru se zámek nachází. V roce 2010 zakoupil zchátralý zámek cestovatel Oldřich Kilián. Veřejnosti se rozhodl objekt zpřístupnit 27. srpna 2011. Majitel zámeckého areálu Oldřich Kilián zde po prvotních opravách zřídil etnografickou výstavu. Na zámku má stálou scénu Princeznino pohádkové divadlo, které zde v sezoně od března do prosince pořádá mnoho akcí pro rodiny s dětmi, při kterých je možno zhlédnou množství autorských pohádek, zasoutěžit si během dětských her, tvořit v dětské dílně, půjčit si pohádkový kostým a mnoho dalšího.

## Pověsti
Podle jedné méně rozšířené pověsti žil před mnoha lety na zámku zlý a bezbožný správce. Ten vlastnil dva vraníky, které nabyl nekalým způsobem. Jednoho dne se s velkým řevem objevil čert, zmocnil se správce a jeho dvou černých koní a zmizel s nimi ve hluboké díře, která je dodnes k vidění v zámeckém parku a lze k ní dojít písčitou cestou v parku.
Známější a rozšířenější je legenda, podle které prý čert unesl zlého, nemilosrdného a bezbožného správce ze zámecké komnaty střechou. Díra ve střeše byla sice poté uzavřena, ale tašky se na místě, kudy proklouzl ďábel se svou kořistí, neudržely a otvor se znovu a znovu otvíral. Nakonec díru přibili plechem. V zimě, když je celá střecha pokryta sněhem, je ono místo, kudy čert se zlým správcem vylétl, stále bez sněhu.
Další pověst vypraví o rytíři z tvrze Klingenstein, pod kterou se rozléhaly vinice a v údolí u potoka podle tvrze stejnojmenný mlýn. A i když jméno Klingenstein téměř vymizelo z paměti a révu nahradily třesně, mlýnské kolo jede stále ve dne v noci jako za starých časů.

Hier oben stand vor Zeiten die Veste Klingenstein, lehnunter trug die Rebe den Klingensteiner Wein.
Dort unten stand die Mühle knapp an des Bächleins Rand, sie wurde nach der Veste die Klingenmühl genannt.
Der Burgherr war ein müßeger, verdrossener Gesell, den brachte kaum sein Streitross langweilig von der Stell.
Der Winzer war ein munterer, gar schnurrenreicher Mann, der Wein bei Nacht und Tage durch seine Kehle rann.
Der Müller war ein armer, gar viel geplagter Knecht, er mahlte seinen Gästen das Kornmehl schlicht und recht.
Heute ist vom Klingensteine der Name fast verrauscht; mit Kirschen hat die Rebe den Standort längst vertauscht.
Doch unten in dem Thale, da treibt Klingsmüllers Rad, grad wie vor alten Zeiten sein Wesen früh und spat.
Ein deutsches Buch aus Böhmen: Schloss Oberliebich

## Přístup
Zámecký areál se nachází v těsném sousedství silnice z České Lípy na Kamenický Šenov, na počátku obce Horní Libchava. Necelých 5 minut od něj je autobusová zastávka MHD z České Lípy, kolem níž vede cyklotrasa 3054. K zámku vede místní komunikace.

## Stavební podoba
Samotný zámek je dvoupatrová budova se stupňovitými štíty a 2 čtyřpatrovými věžmi. Na jedné z bočních stěn je zachován znak Řádu Maltézských rytířů. Zámek je podsklepen. Budova zámku je zapsána v celostátním seznamu kulturních památek od roku 1958. Zámecký park nechal zřídit v 16. století zakladatel zámku Jindřich z Vartenberka.
Stavebně byl zámek upravován byl v letech 1930–1931 i s hospodářským dvorem. Po roce 1980 v parku rostlo 15 jehličnatých a 41 listnatých stromů. Uváděny byly různé druhy smrků, zeravů, buků, rostla zde i americká lípa a převislý jasan. Část původního parku je zarostlá náletovými dřevinami. 